# Rękusy
Rękusy (niem. Renkussen) – wieś w Polsce położona w województwie warmińsko-mazurskim, w powiecie ełckim, w gminie Ełk.
W pobliżu Rękus położony jest cmentarz wojenny. 
We wsi znajduje się również Szkoła Podstawowa im. rot. Witolda Pileckiego.
W latach 1975–1998 miejscowość administracyjnie należała do województwa suwalskiego.